# Consell Econòmic i Social d'Espanya
El Consell Econòmic i Social (CES) d'Espanya és un òrgan consultiu del Govern en matèria socieconòmica i laboral. Creat per la Llei 21/1991, de 17 de juny (BOE de 18 de juny de 1991).
El Consell estarà integrat per 61 membres, inclòs el seu president:
- D'ells, 20 compondran el Grup Primer en representació de les organitzacions sindicals;
- el Grup Segon de 20 consellers, en representació de les organitzacions empresarials: i
- el Grup Tercer de 20 consellers. Corresponent d'ells 3 al sector agrari, 3 al sector marítim-pesquer, 4 a consumidors i usuaris, 4 al sector de l'economia social, sent els 6 restants experts en les matèries competència del consell.

També existeixen consells econòmics i socials autonòmics, creats independentment del CES estatal d'Espanya.

## Òrgans
Els òrgans formats per una sola persona cadascun són:
- President: promou i dirigeix les activitats de l'òrgan com a representant i assegurant que els acords siguen acomplerts. Convoca sessions del Ple i la Comissió Permanent i fixa l'ordre del dia. És nomenat pel Govern a proposta dels Ministres de Treball i Assumptes Socials i el d'Economia i Hisenda, després de consultar els grups de representació del Consell. Requereix el suport de dos terços dels membres del Consell. El seu mandat dura quatre anys.
- Vicepresidents: hi ha dos i exerceixen les funcions delegades pel president i el substitueixen en cas de malaltia, vacant o absència durant un any per torn. Són elegits pel Ple a proposta dels representants dels sindicats (que elegeixen un) i de les organitzacions empresarials (que elegeixen l'altre).
- Secretari General: assisteix de manera tècnica i administrativa mitjançant la direcció dels serveis i és el dipositari de la fe pública dels acords del Consell. És nomenat pel govern, a proposta dels Ministres de Treball i Assumptes Socials i el d'Economia i Hisenda. Requereix del suport de dos terços dels membres del Consell.

Els altres òrgans són:
- Ple: format pels membres del Consell, dirigits pel President i assistit pel Secretari General. Celebra sessions ordinàries mínim una vegada al mes requerint de 31 dels seus membres més el president i el vicepresident per a la primera convocatòria i 20 membres en la segona convocatòria. El Ple adopta acords per majoria absoluta amb el vot del president servint per a desempatar. Els informes del Consell són anomenats "Dicatmen del Consell Econòmic i Social" i no són vinculants.
- Comissió Permanent: està formada per sis membres representants de cada grup. Aquests són designats d'entre els membres del Ple a proposta de cada grup. Celebra sessions ordinàries mínim una vegada al mes, requerint 12 membres en la primera convocatòria i nou en la segona.
- Comissions de Treball: són constituïts pel Ple perquè elaboren dictàmens, estudis i informes. Poden ser permaments o específiques. La composició ha de respectar la proporcionalitat dels grups representats en el Consell.